# Funkcje konsularne
Funkcje konsularne urzędu konsularnego według Konwencji wiedeńskiej o stosunkach konsularnych polegają na:
- ochronie w państwie przyjmującym interesów państwa wysyłającego oraz jego obywateli, zarówno osób fizycznych, jak i prawnych, w granicach dozwolonych przez prawo międzynarodowe;
- popieraniu rozwoju stosunków handlowych, gospodarczych, kulturalnych i naukowych między państwem wysyłającym a państwem przyjmującym oraz na popieraniu wszelkimi innymi sposobami przyjaznych stosunków między tymi państwami zgodnie z postanowieniami konwencji;
- zapoznawaniu się wszelkimi legalnymi sposobami z warunkami i rozwojem życia handlowego, gospodarczego, kulturalnego i naukowego państwa przyjmującego, zdawaniu z tego sprawy rządowi państwa wysyłającego oraz udzielaniu informacji osobom zainteresowanym;
- wydawaniu paszportów i dokumentów podróży obywatelom państwa wysyłającego, jak również wiz lub odpowiednich dokumentów osobom, które pragną udać się do państwa wysyłającego;
- udzielaniu pomocy i opieki obywatelom państwa wysyłającego, zarówno osobom fizycznym, jak i prawnym;
- działaniu w charakterze notariusza i urzędnika stanu cywilnego oraz wykonywaniu podobnych czynności, jak również pewnych funkcji o charakterze administracyjnym, jeżeli nie sprzeciwiają się temu ustawy i inne przepisy państwa przyjmującego;
- ochronie interesów obywateli państwa wysyłającego, zarówno osób fizycznych, jak i prywatnych, w sprawach  spadkowych, na terytorium państwa przyjmującego, zgodnie z ustawami i innymi przepisami tego państwa;
- ochronie, w granicach ustalonych przez ustawy i inne przepisy państwa przyjmującego, interesów małoletnich i innych osób nie posiadających pełnej zdolności do czynności prawnych, obywateli państwa wysyłającego, w szczególności gdy zachodzi potrzeba ustanowienia nad nimi opieki lub kurateli;
- z zastrzeżeniem przestrzegania praktyki i procedury obowiązujących w państwie przyjmującym - zastępowaniu lub zapewnianiu odpowiedniego zastępstwa obywateli państwa wysyłającego przed sądami lub innymi władzami państwa przyjmującego w celu uzyskiwania, zgodnie z ustawami i innymi przepisami tego państwa, podjęcia tymczasowych środków dla ochrony praw i interesów tych obywateli, gdy osoby te z powodu nieobecności lub z jakiejkolwiek innej przyczyny nie są w stanie podjąć w odpowiednim czasie obrony swych praw i interesów;
- przesyłaniu sądowych i pozasądowych dokumentów oraz wykonywaniu rekwizycji sądowych zgodnie z obowiązującymi umowami międzynarodowymi lub, w braku takich umów, w sposób zgodny z ustawami i innymi przepisami państwa przyjmującego;
- wykonywaniu przewidzianych przez ustawy i inne przepisy państwa wysyłającego praw nadzoru i inspekcji w odniesieniu do statków morskich i rzecznych posiadających przynależność państwową państwa wysyłającego oraz statków powietrznych zarejestrowanych w tym państwie, jak również w stosunku do ich załóg;
- udzielaniu pomocy statkom morskim, rzecznym i powietrznym wymienionym, jak również ich załogom, przyjmowaniu oświadczeń dotyczących podróży tych statków, badaniu i wizowaniu ich dokumentów oraz, z zastrzeżeniem uprawnień władz państwa przyjmującego, przeprowadzaniu dochodzenia w sprawie wypadków, które zdarzyły się w czasie podróży, i załatwianiu sporów między kapitanem, oficerami i marynarzami, o ile zezwalają na to ustawy i inne przepisy państwa wysyłającego;
- wykonywaniu powierzonych urzędowi konsularnemu przez państwo wysyłające wszelkich innych funkcji, których nie zakazują ustawy i inne przepisy państwa przyjmującego lub którym państwo to nie sprzeciwia się lub też które są przewidziane w umowach międzynarodowych obowiązujących między państwem wysyłającym a państwem przyjmującym.